# Les Mathes
Les Mathes is een gemeente in het Franse departement Charente-Maritime (regio Nouvelle-Aquitaine). De plaats maakt deel uit van het arrondissement Rochefort. Les Mathes telde op 1 januari 2022 2.184 inwoners.

## Geografie
De oppervlakte van Les Mathes bedroeg op 1 januari 2022 34,38 vierkante kilometer; de bevolkingsdichtheid was toen 63,5 inwoners per km².
De onderstaande kaart toont de ligging van Les Mathes met de belangrijkste infrastructuur en aangrenzende gemeenten.

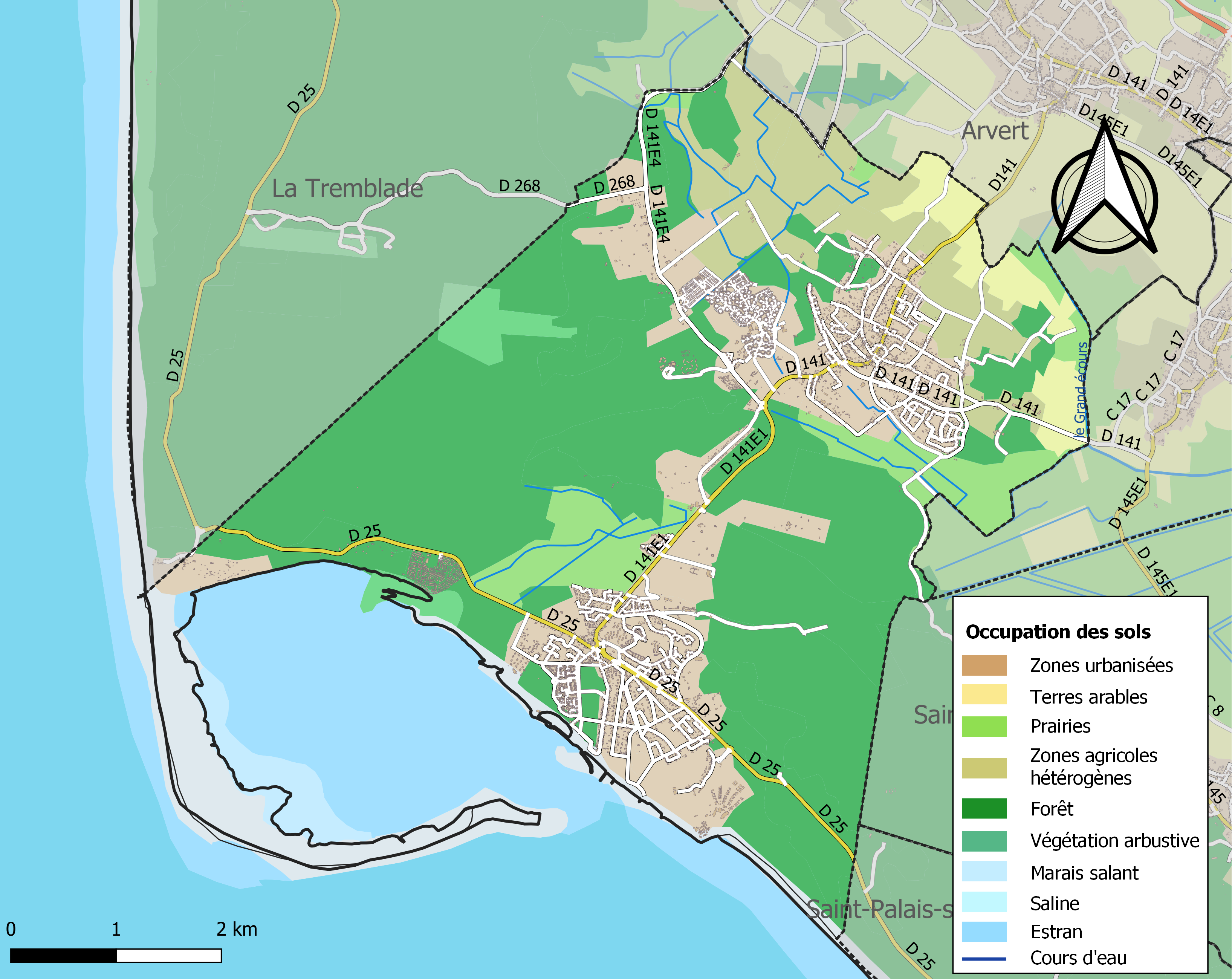

## Demografie
Onderstaande figuur toont het verloop van het inwonertal (bron: INSEE-tellingen).